# Мирза Мухаммед Таги Гумри
Мирза Мухаммед Таги Гумри (азерб. Mirzə Məhəmməd Tağı Qumri; 1819, Дербент, Дагестанская область, Российская империя — 1891, Дербент, Дагестанская область, Российская империя) — азербайджанский поэт и мистик XIX века. Один известных представителей азербайджанской литературы своего времени.

## Биография
Мирза Мухаммед Таги родился в 1819 году в городе Дербент. Он за короткое время обучения в школе, благодаря своему уму, в совершенстве овладел персидским и арабским языками. В юности занимался торговлей и провёл её в роскоши. По вероисповеданию был мусульманином-шиитом и примерно в 30 лет, он совершил паломничество в Кербелу. Скончался поэт в 1891 году.

## Творчество

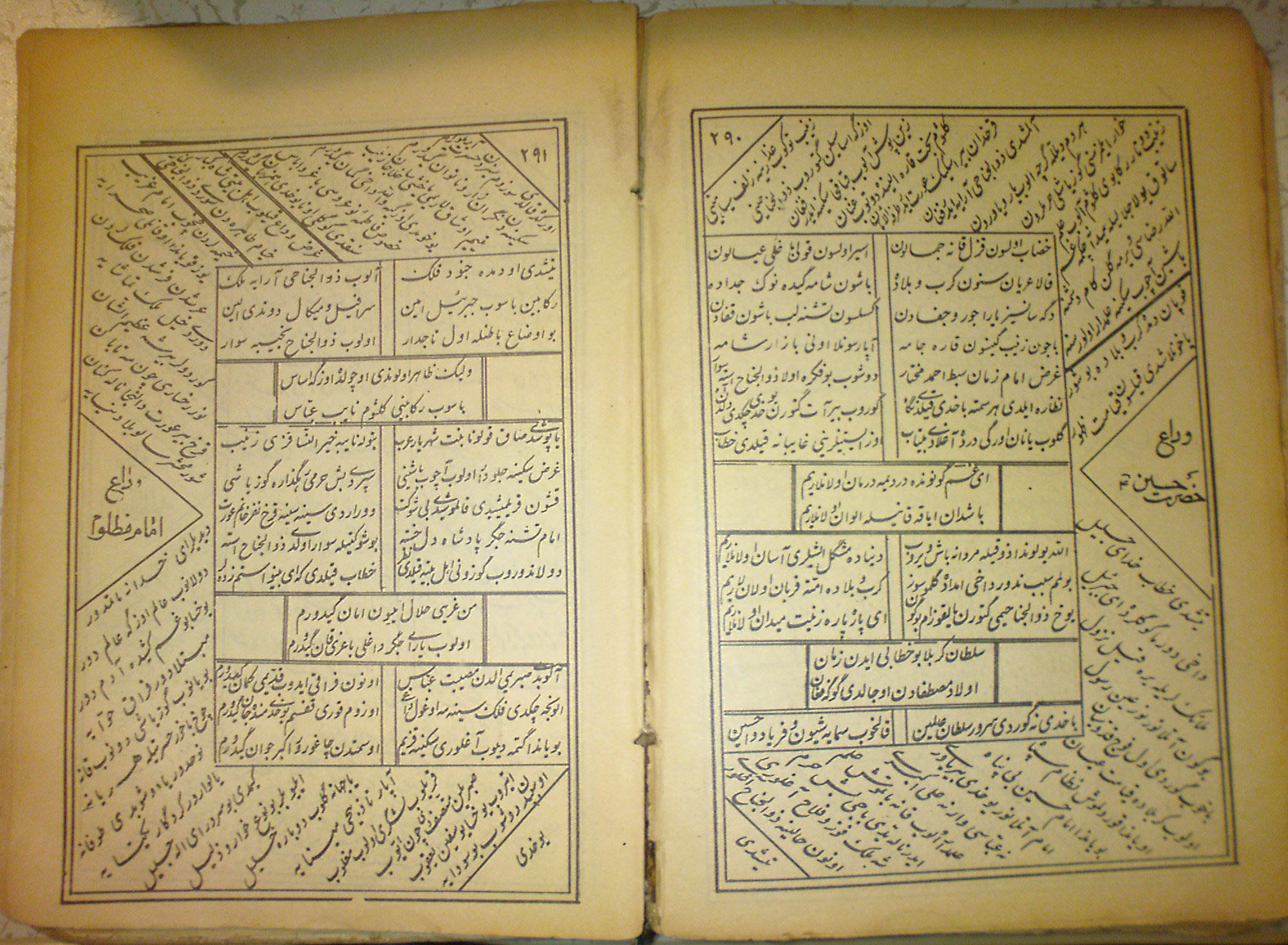
Книга «Кянзул мясаиб» Гумри Дербенди

Поэт творил под псевдонимом «Гумри». Из-за своей религиозности и окружения в Дербенте поэт писал произведения в основном религиозного характера — марсия и новха. Он так же, как и Дахиль Марагаи хотел написать поэму о событиях в Кербеле. Самое известное произведение Мирза Мухаммеда Таги Гумри — книга «Кянзул мясаиб», изданная в Дербенте. Она состоит из одной касыды и восьми сагинаме, посвящённых Насреддин шаху Каджару, четырёх касыд, посвящённых пророку Мухаммеду, двенадцати касыд, посвящённых Али ибн Абу Талибу, а также из стихов о смерти Мухаммеда и дальнейших событиях в Кербеле после его кончины.

## Память
В 2017 году в Дербенте Мирза Мухаммеду Таги Гумри был открыт памятник.